# Plantago leiopetala
Plantago leiopetala é uma espécie de planta com flor pertencente à família Plantaginaceae.
A espécie foi descrita por Richard Thomas Lowe e publicada em Transactions of the Cambridge Philosophical Society 4: 17-18. 1831.
Não se encontra protegida por legislação portuguesa ou da Comunidade Europeia.
O número cromossómico na fase esporofítica é 12.

## Distribuição
Esta espécie ocorre em Portugal, nomeadamente no arquipélago da Madeira, nas ilhas da Madeira e de Porto Santo, onde é endémica.

## Sinonímia
Sinónimos desta espécie:
- Plantago lanceolata subsp. leiopetala (Lowe) Bornm.[4]